# Are "Friends" Electric?

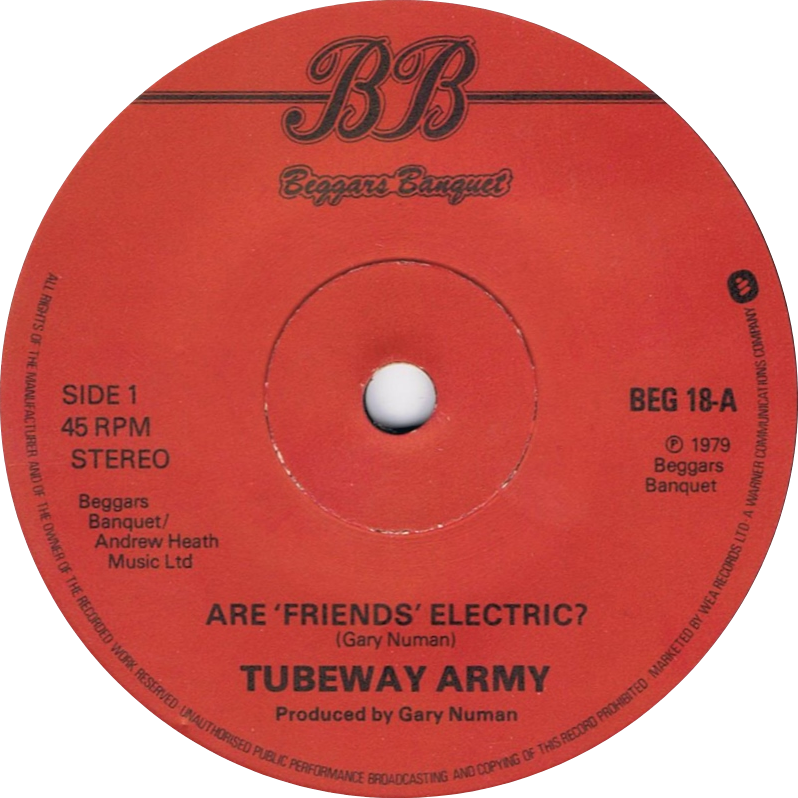

"Are 'Friends' Electric?" é uma canção lançada pela banda britânica Tubeway Army. Incluída no álbum Replicas, foi lançada como single em maio de 1979 e alcançou o primeiro lugar na parada do Reino Unido, permanecendo lá por quatro semanas. Foi composta e produzida por Gary Numan, vocalista e líder do grupo. Foi também o último single da banda antes da separação.

## Recepção
Apesar de ter mais de cinco minutos de duração e não possuir, nas palavras de seu compositor, "nenhum gancho reconhecível", o single liderou as paradas do Reino Unido em meados de 1979. Embora o som distinto da faixa se destacasse na época, as vendas também se beneficiaram do uso de um picture disc pela gravadora e da apresentação marcante e "robótica" de Numan nos programas televisivos The Old Grey Whistle Test e Top of the Pops.
Escrevendo para a Smash Hits em 1979, Cliff White descreveu a música como "um muro de som sintetizado, sombrio e ameaçador" que "palpitava assustadoramente por trás de uma canção sombria sobre paranoia e solidão". White terminou dizendo que era "um assunto envolvente, mas não alegre".
A canção foi retrospectivamente descrita como "um monólogo atmosférico, quase gélido, emendado em sintetizadores sombrios assustadores" que "não tinha um gancho ou refrão à vista".

## Posição nas paradas musicais
| Parada (1979)                                             | Melhor posição |
| --------------------------------------------------------- | -------------- |
| Austrália (Kent Music Report)                             | 12             |
| Áustria (Ö3 Austria Top 75)                               | 12             |
| Bélgica (Ultratop 50 de Flandres)                         | 21             |
| Irlanda (IRMA)                                            | 3              |
| Países Baixos (Dutch Top 40)                              | 9              |
| Países Baixos (Single Top 100)                            | 9              |
| Nova Zelândia (Recorded Music NZ)                         | 8              |
| Reino Unido (UK Singles Chart)                            | 1              |
| Estados Unidos (Billboard Bubbling Under Hot 100 Singles) | 5              |
| Alemanha Ocidental (Official German Charts)               | 23             |

| Parada (1979)                 | Posição |
| ----------------------------- | ------- |
| Austrália (Kent Music Report) | 85      |
| Reino Unido (OCC)             | 7       |

## Certificações
| Região                                              | Certificação | Vendas   |
| --------------------------------------------------- | ------------ | -------- |
| Reino Unido (BPI)                                   | Ouro         | 500,000^ |
| ^números de vendas baseados somente na certificação |              |          |

## Na cultura popular
A canção está presente no jogo eletrônico Need for Speed: Carbon, de 2006. Ela toca quando o jogador estiver usando um carro da classe tuner.